# Crkva sv. Ivana s ranokršćanskom crkvom kod Sutivana
Crkva sv. Ivana i temelji ranokršćanske crkve nalaze se na predjelu Bunta istočno od Sutivana na Braču.

## Opis
Crkva sv. Ivana podignuta je na lokalitetu Mostir na temeljima ranokršćanske trikonhalne crkve iz 6. st. te koristi njen južni zid raščlanjen lezenama koji je sačuvan do krova. Jednobrodna crkvica s četvrtastom apsidom podignuta je u 16. stoljeću na mjestu starije crkve iz 11. stoljeća. Visoko na pročelju je natpis s grbom splitskog kanonika Jerolima Natalisa iz 1655. a nad njim kamena preslica sa zvonom. Unutrašnjost je presvođena bačvastim svodom s profiliranim vijencem na bočnim zidovima, a u pačetvorinastom svetištu je trodjelni drveni rezbareni oltar s urezanim inicijalima GNCS 1649 (Gieronimus Natalis canonicus Spalatensis 1649).

## Zaštita
Pod oznakom Z-5001 zavedeni su kao nepokretno kulturno dobro - pojedinačno, pravna statusa zaštićena kulturnog dobra, klasificirano kao "sakralna graditeljska baština".